# Jessica Simon
Jessica Simon (* 20. Januar 1985 in Nottuln) ist eine deutsche Trampolinturnerin.

## Leben
Sie wohnt in Bretzenheim, besuchte die Schule und ist zurzeit (2010) dort Auszubildende. Ihr Heimatverein ist der MTV Bad Kreuznach. 2005 wurde sie zusammen mit ihrer Partnerin zum Landessportler des Jahres in der Mannschaft in Rheinland-Pfalz gewählt.

## Erfolge (Auswahl)
Nach zahlreichen Erfolgen im Schüler- und Jugendbereich erzielte Simon bei deutschen und internationalen Wettkämpfen vordere Plätze. Mit dem MTV Bad Kreuznach gewann sie mit der Mannschaft in den Jahren 2009 und 2008 die Deutschen Mannschaftsmeisterschaften. Bei den Trampolinwettbewerben im Rahmen der World Games in China 2008 gewannen Carina Baumgärtner und Jessica Simon die Bronzemedaille im Synchronspringen.
- 2003: Weltmeisterschaften Hannover: 3. Synchron (mit Anna Dogonadze)
- 2003: Weltcup Paris (FRA): 2. Synchron (mit Anna Dogonadze)
- 2004: Deutsche Meisterschaften: 1. Synchron (mit Anna Dogonadze), 8. Einzel
- 2005: Weltmeisterschaften Eindhoven (NED): 3. Synchron (mit Anna Dogonadze), 5. Mannschaft
- 2005: Weltcup Krasnodar (RUS): 1. Synchron (mit Anna Dogonadze), 7. Einzel
- 2005: World Games Duisburg: 1. Synchron (mit Anna Dogonadze)
- 2005: Deutsche Meisterschaften: 1. Einzel, 2. Synchron (mit Louisa Schoo)
- 2006: Europameisterschaften Metz (FRA): 3. Synchron (mit Anna Dogonadze), 6. Mannschaft, 16. Einzel
- 2006: Weltcup Gent (BEL): 3. Synchron (mit Anna Dogonadze), 18. Einzel
- 2006: Weltcup Salzgitter: 9. Synchron (mit Anna Dogonadze), 18. Einzel
- 2006: Deutsche Meisterschaften: 2. Einzel, 3. Synchron (mit Anna Dogonadze)
- 2007: Deutsche Meisterschaften: 1. Synchron (mit Anna Dogonadze), 6. Einzel
- 2008: Deutsche Meisterschaften: 1. Einzel, 8. Synchron (mit Carina Baumgärtner)
- 2008: Europameisterschaften Odense (DEN): 5. Synchron (mit Anna Dogonadze), 7. Mannschaft, 11. Einzel
- 2009: Deutsche Meisterschaften: 1. Einzel, 2. Synchron (mit Carina Baumgärtner)
- 2010: Europameisterschaften Varna (BUL): 1. Synchron (mit Anna Dogonadze), 2. Mannschaft, 5. Einzel
- 2011: Weltmeisterschaften Birmingham (GBR): 1. Synchron (mit Anna Dogonadze)[1], 5. Mannschaft